# 新北市私立竹林高級中學
新北市私立竹林中學（英語：Chu-Lin Private High School，簡稱竹林高中、竹林中學、CLSH），位於臺灣新北市中和區的一所完全中學。

## 校史
1956年與1958年竹林幼稚園及竹林小學先後成立。時任校長丘棣華為創辦十五年一貫體系，於1968年成立竹林中學。並於1970年設立夜間高中進修學校。
1974年，配合政府推展職業教育政策增設「綜合商業科」與「幼兒保育科」。 並於1999年增設「資料處理科」。

## 歷屆校長
| 任別 | 任期            | 姓名   |
| ---- | --------------- | ------ |
| 1    | 1968年 — 1970年 | 李鏡華 |
| 2    | 1970年 — 1982年 | 顧德榮 |
| 3    | 1972年 — 1973年 | 丘棣華 |
| 4    | 1973年 — 1991年 | 丘允元 |
| 5    | 1991年 — 2002年 | 楊瑞華 |
| 6    | 2002年 — 2008年 | 黃根松 |
| 代理 | 2008年 — 2008年 | 顏麗珠 |
| 7    | 2008年 — 2012年 | 陳鐘恩 |
| 代理 | 2013年 — 2013年 | 顏麗珠 |
| 8    | 2013年 — 2017年 | 池易釧 |
| 9    | 2017年 — 2022年 | 顏麗珠 |
| 10   | 2022年 —        | 盧志雄 |

## 建築
目前該校總共有4棟大樓：
- 念台活動中心：紀念已故創辦人父親丘念台先生而命名，該中心以學生大型活動及體育課程進行，活動中心樓頂有籃球場，中心內設有韻律教室及體適能教室，樓下設有風雨操場可進行羽球及籃球課程。
- 春融科技大樓：紀念故董事長蕭春融先生而命名，目前為音樂教室、生物實驗室、化學實驗室、物理實驗室、地球科學實驗室、英語情境教室、電腦教室、家政廚房及餐廳、職業科教室及幼兒園使用。
- 棣華樓：紀念故創辦人丘棣華女士命名，現作為教學資源中心、圖書館、便利店、部分高中教室使用，樓頂設有空中花園供學生自主學習使用。
- 教學大樓：目前為國、高中教室及各行政辦公室使用，設有電腦教室、英語會話教室、視訊教室、美術教室、工藝教室。

## 外部連結
- 官方网站